# برافو
برافو (بالإنجليزية: Bravo)‏ أو براڤو، هو أول برنامج لإعداد المستندات WYSIWYG. ولقد وفر إمكانية استخدام الخطوط المتعددة باستخدام شاشات الخريطة النقطية على جهاز الكمبيوتر الشخصي Xerox Alto. أُنتج هذا البرنامج بفضل بتلر لامبسون وتشارلز سيموني وزملاؤهم في عام 1974.